# Декейтер (Вісконсин)
Декейтер (англ. Decatur) — місто (англ. town) в США, в окрузі Ґрін штату Вісконсин. Населення — 1685 осіб (2020).

## Демографія
Згідно з переписом 2010 року, у місті мешкало 1767 осіб у 661 домогосподарстві у складі 540 родин. Було 739 помешкань
Расовий склад населення:
| - 97,5 % — білих - 0,8 % — азіатів - 0,2 % — корінних американців - 0,2 % — чорних або афроамериканців |

До двох чи більше рас належало 0,5 %. Частка іспаномовних становила 1,7 % від усіх жителів.
За віковим діапазоном населення розподілялося таким чином: 22,8 % — особи молодші 18 років, 61,8 % — особи у віці 18—64 років, 15,4 % — особи у віці 65 років та старші. Медіана віку мешканця становила 44,9 року. На 100 осіб жіночої статі у місті припадало 105,0 чоловіків;  на 100 жінок у віці від 18 років та старших — 103,6 чоловіків також старших 18 років.
Середній дохід на одне домашнє господарство  становив 77 202 долари США (медіана — 73 654), а середній дохід на одну сім'ю — 83 506 доларів (медіана — 84 250). Медіана доходів становила 52 024 долари для чоловіків та 43 304 долари для жінок. За межею бідності перебувало 4,1 % осіб, у тому числі 4,8 % дітей у віці до 18 років та 1,7 % осіб у віці 65 років та старших.
Цивільне працевлаштоване населення становило 828 осіб. Основні галузі зайнятості: виробництво — 21,4 %, освіта, охорона здоров'я та соціальна допомога — 19,6 %, роздрібна торгівля — 11,0 %, науковці, спеціалісти, менеджери — 8,2 %.